# Héliopolis (Grèce)
Pour les articles homonymes, voir Héliopolis.
Héliopolis ou Ilioúpoli (katharévousa : Ἡλιούπολις, grec démotique Ηλιούπολη, littéralement « ville d’Hélios » ou « ville du soleil ») est une municipalité de la banlieue est d’Athènes. Elle compte 75 904 habitants (en 2001). Le dème s'étend sur 12 724 km2, ce qui équivaut à une densité de 5 965 habitants par km2.
La zone a été urbanisée à partir de 1924 ; la localité a accédé au statut de municipalité en 1964. Son nom fait référence à l'ancienne ville égyptienne ou au quartier du Caire, les premiers habitants étant des réfugiés Grecs d'Égypte.

## Géographie
Ilioupoli se trouve à 6 km au sud-est du centre-ville d'Athènes.
Le dème a une superficie de 12 724 km2.
Elle se trouve au pied du massif montagneux boisé Hymette, qui couvre la moitié orientale de la commune.

## Subdivisions administratives
Ilioupoli est subdivisé en 11 quartiers : Agia Marina, Agia Mavra, Agia Paraskevi, Agios Konstantinos-Kanaria, Ano Ilioupoli, Astynomika-Panorama, Kato Ilioupoli, Kentro, Nisaki, Typografika et Chalikaki.

## Transport
Elle dispose de la station Ilioúpoli sur la ligne 2 du métro d'Athènes.

## Démographie
| 1981   | 1991   | 2001   | 2011   |
| ------ | ------ | ------ | ------ |
| 69 560 | 75 037 | 75 904 | 78 153 |

| 2021   | - | - | - |
| ------ | - | - | - |
| 76 730 | - | - | - |

## Monuments
- Anapsiktirio "Demetrios Kintis"
- Plateia Iroon (Place Iroon)
- Église Koimisi tis Theotokou
- Kentriki Plateia (Place centrale)
- Plateia Kanaria (Place Kanaria )
- Plateia Flemingk (Place Fleming )

## Jumelages
| Ville | Ville                  | Pays | Pays     | Période                     |
| ----- | ---------------------- | ---- | -------- | --------------------------- |
|       | Iași                   |      | Roumanie |                             |
|       | Lárnaca (municipalité) |      | Chypre   | depuis le 29 septembre 2000 |
|       | Maracena               |      | Espagne  |                             |
|       | Novi Sad               |      | Serbie   | depuis 1994                 |